# Melaloncha corniculata
Melaloncha corniculata är en tvåvingeart som beskrevs av Gonzalez och Brown 2004. Melaloncha corniculata ingår i släktet Melaloncha och familjen puckelflugor. Inga underarter finns listade i Catalogue of Life.